# 저장 프로시저
저장 프로시저 또는 스토어드 프로시저(stored procedure)는 일련의 쿼리를 마치 하나의 함수처럼 실행하기 위한 쿼리의 집합이다. 데이터베이스에 대한 일련의 작업을 정리한 절차를 관계형 데이터베이스 관리 시스템에 저장한(지속성) 것으로, 영구저장모듈(Persistent Storage Module)이라고도 불린다.

## 개요
데이터베이스 언어 표준 SQL에서는 SQL / PSM 기준으로 책정되어 있다. 벤더(제조사) 각사 모두 정적, 동적 SQL에 커서 처리 및 제어 구문, 예외 처리 등을 포함한 사양의 확장 언어로 절차를 설명할 수 있는 DBMS를 제공하는 경우가 많다. 또한 C 언어로 작성된 컴파일한 외부 모듈(공유 라이브러리) 및 Java 클래스 라이브러리에서 함수나 클래스 메소드를 호출하는 것으로 실현하는 ‘외부 프로시저’ 기능을 구현하는 것도 있다.
저장프로시저를 사용하여 다음과 같은 장점이 있다.
1. 하나의 요청으로 여러 SQL문을 실행할 수 있다. (네트워크에 대한 부하를 줄일 수 있다.)
2. 미리 구문 분석 및 내부 중간 코드로 변환을 끝내야 하므로 처리 시간이 줄어든다.
3. 데이터베이스 트리거와 결합하여 복잡한 규칙에 의한 데이터의 참조무결성 유지가 가능하게 된다. 간단히 말하면 응용 프로그램 측 로직을 가지지 않고도 데이터베이스의 데이터 앞뒤가 맞게 될 수 있다.
4. JAVA 등의 호스트 언어와 SQL 문장이 확실하게 분리된 소스 코드의 전망이 좋아지는 것, 또한 웹사이트 등 운용 중에도 저장프로시저의 교체에 의한 수정이 가능하기 때문에 보수성이 뛰어나다.

저장프로시저를 많이 사용하면 다음과 같은 단점이 있다.
1. 데이터베이스 제품에 대해 설명하는 구문 규칙이 SQL / PSM 표준과의 호환성이 낮기 때문에 코드 자산으로의 재사용성이 나쁘다.
2. 비즈니스 로직의 일부로 사용하는 경우 업무의 사양 변경 시 외부 응용 프로그램과 함께 저장프로시저의 정의를 변경할 필요가 있다. 이때 불필요한 수고와 변경 실수에 의한 장애를 발생시킬 가능성이 있다.

## DBMS별 예제

### 오라클
다음은 PL/SQL로 구현한 오라클 저장 프로시저의 예이다.
```
CREATE
 
OR
 
REPLACE
 
PROCEDURE
 
helloworld
 
(
str
 
IN
 
VARCHAR2
)

  
AS

     
hw
 
VARCHAR2
 
(
100
)
 
:
 
=
 
'Hello World!'
;

  
BEGIN

     
DBMS_OUTPUT
.
 
PUT_LINE
 
(
 
'Hello World!'
);

     
DBMS_OUTPUT
.
 
PUT_LINE
 
(
 
'VARIABLE hw ='
|
 
|
 
hw
);

     
DBMS_OUTPUT
.
 
PUT_LINE
 
(
 
'Parameter str ='
|
 
|
 
str
);

  
END
;

  
/

```

### MySQL
MySQL은 버전 5.0 이후 표준 SQL 규격 저장프로시저를 지원하고 있다. 다음은 함수와 프로시저에서 동등한 처리를 하는 예를 보여준다.

#### 함수 예1 (DB 개입 없음)
(1) 정의
```
drop
 
function
 
if
 
exists
 
DecToNshin
;
   
-- 존재한다면 삭제

delimiter
 
//
                          
-- 마침 기호의 변경

create
 
function
 
DecToNshin

(
dec_num
       
int
,

 
n_shin
        
tinyint
)

 
returns
 
varchar
(
32
)

--

-- 10진수→n진수

--

begin

 
declare
 
ltr
          
char
(
36
)
 
default
 
'0123456789ABCDEFGHIJKLMNOPQRSTUVWXYZ'
;

 
declare
 
w_dec_num
    
int
;

 
declare
 
amari
        
int
;

 
declare
 
w_DecToNshin
 
varchar
(
32
);

 
set
 
w_DecToNshin
=
''
;

 
set
 
w_dec_num
=
dec_num
;

 
while
 
w_dec_num
>=
n_shin
 
do

  
set
 
amari
=
mod
(
w_dec_num
,
n_shin
);

  
set
 
w_DecToNshin
=
concat
(
substr
(
ltr
,
amari
+
1
,
1
),
w_DecToNshin
);

  
set
 
w_dec_num
=
w_dec_num
 
div
 
n_shin
;

 
end
 
while
;

 
set
 
w_DecToNshin
=
concat
(
substr
(
ltr
,
w_dec_num
+
1
,
1
),
w_DecToNshin
);

 
return
 
w_DecToNshin
;

end
;

//

delimiter
 
;
                       
-- 마침기호 취소

```

(2) 실행
```
SELECT
 
DecToNshin
(
100
,
16
);
        
-- 100을 16진수로 하면?

```

#### 프로시저의 예1 (DB 개입 없음)
(1) 정의
```
drop
 
procedure
 
if
 
exists
 
DecToNshin
;
   
-- 존재한다면 삭제

delimiter
 
//
                           
-- 마침기호 변경

create
 
procedure
 
DecToNshin

(
in
 
dec_num
 
int
,

 
in
 
n_shin
 
tinyint
,

 
out
 
w_DecToNshin
 
varchar
(
32
))

--

-- 10진수→n진수

--

begin

 
declare
 
ltr
          
char
(
36
)
 
default
 
'0123456789ABCDEFGHIJKLMNOPQRSTUVWXYZ'
;

 
declare
 
w_dec_num
    
int
;

 
declare
 
amari
        
int
;

 
set
 
w_DecToNshin
=
''
;

 
set
 
w_dec_num
=
dec_num
;

 
while
 
w_dec_num
>=
n_shin
 
do

  
set
 
amari
=
mod
(
w_dec_num
,
n_shin
);

  
set
 
w_DecToNshin
=
concat
(
substr
(
ltr
,
amari
+
1
,
1
),
w_DecToNshin
);

  
set
 
w_dec_num
=
w_dec_num
 
div
 
n_shin
;

 
end
 
while
;

 
set
 
w_DecToNshin
=
concat
(
substr
(
ltr
,
w_dec_num
+
1
,
1
),
w_DecToNshin
);

end
;

//

delimiter
 
;
                            
-- 마침 기호 취소

```

(2) 실행
```
CALL
 
DecToNshin
(
100
,
16
,
@RSLT
);
         
-- 100을 16진수로 하면?

SELECT
 
@RSLT
;
                          
-- 마침 표시

```

#### 함수 예제2 (DB 작업 있음)
(1) 테이블 정의 및 데이터
```
create
 
table
 
gengou

(
bgn_date
    
date
,

 
end_date
    
date
,

 
gengou_name
 
varchar
(
4
));

insert
 
into
 
gengou
 
values

(
'1868-01-01'
,
'1912-07-30'
,
'메이지'
),

(
'1912-07-30'
,
'1926-12-25'
,
'다이쇼'
),

(
'1926-12-25'
,
'1989-01-07'
,
'쇼'
),

(
'1989-01-08'
,
'2019-04-30'
,
'헤이세이'
);

```

(2) 정의
```
drop
 
function
 
if
 
exists
 
cng_gengou
;
   
-- 존재한다면 삭제

delimiter
 
//
                          
-- 마침기호 변경

create
 
function
 
cng_gengou

(
p_seireki_date
 
date
)

 
returns
 
varchar
(
30
)

--

-- 서기→일본력

--

begin

 
declare
 
w_rcnt
        
int
         
default
 
0
;
    
-- 행 line  확인

 
declare
 
w_gengou_name
 
varchar
(
4
)
  
default
 
''
;
   
-- 연호명

 
declare
 
w_bgn_date
    
date
;
                     
-- 시작일

 
declare
 
w_nensuu
      
tinyint
     
default
 
0
;
    
-- 일본력 년

 
declare
 
w_rslt
        
varchar
(
30
)
 
default
 
''
;
   
-- 결과

-- 

 select count(*)

  
into
 
w_rcnt

  
from
 
gengou

  
where
 
bgn_date
<=
p_seireki_date
 
and
 
end_date
>=
p_seireki_date
;

 
if
 
w_rcnt
>
1
 
then

  
set
 
w_rslt
=
'2행 이상 존재하기 때문에 지원하지 않음'
;

 
else

  
select
 
gengou_name
,
bgn_date

   
into
 
w_gengou_name
,
w_bgn_date

   
from
 
gengou

   
where
 
bgn_date
<=
p_seireki_date
 
and
 
end_date
>=
p_seireki_date
;

  
if
 
length
(
w_gengou_name
)
>
0
 
then

   
set
 
w_nensuu
=
year
(
p_seireki_date
)
-
year
(
w_bgn_date
)
+
1
;

   
set
 
w_rslt
=
concat
(
w_gengou_name
,
cast
(
w_nensuu
 
as
 
char
(
2
)));

  
else

   
set
 
w_rslt
=
'change unsuccessful'
;

  
end
 
if
;

 
end
 
if
;

 
return
 
w_rslt
;

end
;

//

delimiter
 
;
                       
-- 종결기호 취소

```

(3) 실행
```
select
 
cng_gengou
(
'2006-07-19'
);

```

#### 프로시저 예제2 (DB 작업 있음, 비켜서 작업)
(1) 테이블 정의 및 데이터
"함수 예제2 (DB 작업 있음)"와 같다.
(2) 정의
```
drop
 
procedure
 
if
 
exists
 
cng_gengou
;
   
-- 존재한다면 삭제

delimiter
 
//
                          
-- 마침기호 변경

create
 
procedure
 
cng_gengou

(
in
  
p_seireki_date
 
date
,

 
out
 
p_rslt
         
varchar
(
30
))

--

-- 서기→일본력

--

begin

 
declare
 
w_rcnt
        
int
         
default
 
0
;
    
-- 행 line 확인

 
declare
 
w_gengou_name
 
varchar
(
4
)
  
default
 
''
;
   
-- 연호이름

 
declare
 
w_bgn_date
    
date
;
                     
-- 시작일

 
declare
 
w_nensuu
      
tinyint
     
default
 
0
;
    
-- 일본력 년

-- 

 select count(*)

  
into
 
w_rcnt

  
from
 
gengou

  
where
 
bgn_date
<=
p_seireki_date
 
and
 
end_date
>=
p_seireki_date
;

 
if
 
w_rcnt
>
1
 
then

  
set
 
p_rslt
=
'2행 이상 존재하기 때문에 지원하지 않음'
;

 
else

  
select
 
gengou_name
,
bgn_date

   
into
 
w_gengou_name
,
w_bgn_date

   
from
 
gengou

   
where
 
bgn_date
<=
p_seireki_date
 
and
 
end_date
>=
p_seireki_date
;

  
if
 
length
(
w_gengou_name
)
>
0
 
then

   
set
 
w_nensuu
=
year
(
p_seireki_date
)
-
year
(
w_bgn_date
)
+
1
;

   
set
 
p_rslt
=
concat
(
w_gengou_name
,
cast
(
w_nensuu
 
as
 
char
(
2
)));

  
else

   
set
 
p_rslt
=
'change unsuccessful'
;

  
end
 
if
;

 
end
 
if
;

end
;

//

delimiter
 
;
                       
-- 마침기호 취소

```

(3) 실행
```
call
 
cng_gengou
(
'2006-07-19'
,
@rslt
);

select
 
@rslt
;

```

#### 프로시저 예제3 (DB 작업 있음, 커서 작업)
(1) 테이블 정의 및 데이터
"함수 예제2 (DB작업 있음)"와 같다.
(2) 정의
```
drop
 
procedure
 
if
 
exists
 
cng_gengou
;
   
-- 존재한다면 삭제

delimiter
 
//
                          
-- 마침기호 변경

create
 
procedure
 
cng_gengou

(
in
  
p_seireki_date
 
date
,

 
out
 
p_rslt
         
varchar
(
30
))

--

-- 서기→일본력

--

begin

 
declare
 
w_rcnt
        
int
         
default
 
0
;
    
-- 행 수 확인

 
declare
 
w_gengou_name
 
varchar
(
4
)
  
default
 
''
;
   
-- 연호이름

 
declare
 
w_bgn_date
    
date
;
                     
-- 시작일

 
declare
 
w_nensuu
      
tinyint
     
default
 
0
;
    
-- 일본력 년

 
declare
 
eod
           
tinyint
;

-- 커서 선언

 
declare
 
cr1
 
cursor
 
for

  
select
 
gengou_name
,
bgn_date

   
from
 
gengou

   
where
 
bgn_date
<=
p_seireki_date
 
and
 
end_date
>=
p_seireki_date
;

-- 예외 선언

 
declare
 
continue
 
handler
 
for
 
not
 
found
 
set
 
eod
=
1
;

 
set
 
eod
=
0
;

 
open
 
cr1
;

 
fetch
 
cr1
 
into
 
w_gengou_name
,
w_bgn_date
;

 
while
 
eod
=
0
 
do

  
set
 
w_rcnt
=
w_rcnt
+
1
;

  
if
 
w_rcnt
>
1
 
then

   
set
 
p_rslt
=
'2행 이상 존재하기 때문에 지원하지 않음'
;

  
else

   
if
 
length
(
w_gengou_name
)
>
0
 
then

    
set
 
w_nensuu
=
year
(
p_seireki_date
)
-
year
(
w_bgn_date
)
+
1
;

    
set
 
p_rslt
=
concat
(
w_gengou_name
,
cast
(
w_nensuu
 
as
 
char
(
2
)));

   
else

    
set
 
p_rslt
=
'change unsuccessful'
;

   
end
 
if
;

  
end
 
if
;

  
fetch
 
cr1
 
into
 
w_gengou_name
,
w_bgn_date
;

 
end
 
while
;

 
close
 
cr1
;

end
;

//

delimiter
 
;
                       
-- 종결기호 취소

```

(3) 실행
```
call
 
cng_gengou
(
'2006-08-10'
,
@rslt
);

select
 
@rslt
;

```